# NGC 1077
NGC 1077 (również NGC 1077A, PGC 10468 lub UGC 2230) – galaktyka spiralna (Sb), znajdująca się w gwiazdozbiorze Perseusza. Odkrył ją Lewis A. Swift 16 sierpnia 1885 roku. Tworzy parę z sąsiednią, mniejszą galaktyką PGC 10465 (zwaną też NGC 1077B), z którą prawdopodobnie jest fizycznie związana.